# Linija Massa-Senigallia
V jezikoslovju romanskih jezikov je linija Massa-Senigallia, znana tudi kot linija La Spezia-Rimini, črta, ki razmejuje številne pomembne izoglose, ki razlikujejo romanske jezike južno in vzhodno od te črte od romanskih jezikov severno in zahodno od nje. Črta ločuje severno in osrednjo Italijo ter poteka približno med Masso, ob Ligurskem morju, in Senigallio, ob Jadranskem morju. Med romanske jezike južno in vzhodno od nje spadajo italijanščina in vzhodnoromanski jeziki (romunščina, aromunščina, meglenitoromunščina, istroromunščina), medtem ko so furlanščina, katalonščina, francoščina, okcitanščina, portugalščina, retoromanščina, španščina in galoitalski jeziki predstavniki zahodne skupine. V tej razvrstitvi sardinščina ni del niti zahodne niti vzhodne romanske skupine.
Izvor teh sprememb naj bi bil v zadnjih desetletjih Zahodnega rimskega cesarstva in Ostrogotskega kraljestva (ok. 395-535 n. št.). V tem obdobju je na območju Italije severno od črte prevladovala vse bolj germanska rimska vojska (severne) Italije, ki so ji sledili Ostrogoti; rimski senat in papeštvo sta postala prevladujoča družbena elementa južno od črte. Kar zadeva province zunaj Italije, so bili družbeni vplivi v Galiji in na Iberskem polotoku na splošno podobni tistim v severni Italiji, medtem ko je na Balkanu v tem času prevladovalo Bizantinsko cesarstvo (in pozneje slovanska ljudstva). V obeh primerih se to obdobje približno ujema s severnim delom Apeninskega gorovja, kar bi lahko pripomoglo k razvoju teh jezikovnih razlik.
Na splošno imajo zahodnoromanski jeziki skupne inovacije, ki jih vzhodnoromanski jeziki običajno nimajo. Tradicionalno se obravnavajo tri izoglose:
- tvorba množinske oblike samostalnikov - v zahodnoromanskih jezikih temelji na latinskem tožilniku, v vzhodnoromanskih jezikih pa na imenovalniku;
- zvenečnost (v zahodnoromanskih jezikih) ali nezvenečnost (v vzhodnoromanskih jezikih) nekaterih latinskih brezglasnih soglasnikov;
- izgovor latinskega c pred sprednjimi samoglasniki kot /(t)s/ (v zahodnoromanskih jezikih) ali /tʃ/ (v vzhodnoromanskih jezikih).

Tem je treba dodati še četrto merilo, ki je na splošno odločilnejše od pojava zvenečnosti:
- ohranitev (v vzhodnoromanskih jezikih) ali poenostavitev (v zahodnoromanskih jezikih) latinskih podvojenih soglasnikov.

## Množinska oblika samostalnikov
| Vzhodnoromanski jeziki | Vzhodnoromanski jeziki | Vzhodnoromanski jeziki | Zahodnoromanski jeziki | Zahodnoromanski jeziki | Zahodnoromanski jeziki | Zahodnoromanski jeziki | Zahodnoromanski jeziki | Sardinsko           | Latinsko       | Latinsko        | Slovensko           |
| Vlaško                 | Romunsko               | Italijansko            | Špansko                | Portugalsko            | Katalansko             | Furlansko              | Francosko              | Sardinsko           | Imenovalnik    | Tožilnik        | Slovensko           |
| ---------------------- | ---------------------- | ---------------------- | ---------------------- | ---------------------- | ---------------------- | ---------------------- | ---------------------- | ------------------- | -------------- | --------------- | ------------------- |
| yeatsã yets            | viață vieți            | vita vite              | vida vidas             | vida vidas             | vida vides             | vite vitis             | vie vies               | bida bidas          | vīta vītae     | vītam vītās     | življenje življenja |
| lupu lupi              | lup lupi               | lupo lupi              | lobo lobos             | lobo lobos             | llop llops             | lôf lôfs               | loup loups             | lupu lupos/-us      | lvpvs lvpī     | lvpvm lvpōs     | volk volkovi        |
| omu uamini             | om oameni              | uomo uomini            | hombre hombres         | homem homens           | home homes/hòmens      | om oms                 | homme hommes           | ómine/-i ómines/-is | homō hominēs   | hominēm hominēs | mož možje           |
| an anji                | an ani                 | anno anni              | año años               | ano anos               | any anys               | an agns                | an ans                 | annu annos          | annvs annī     | annvm annōs     | leto leta           |
| steauã steali/-e       | stea stele             | stella stelle          | estrella estrellas     | estrela estrelas       | estrella estrelles     | stele stelis           | étoile étoiles         | istedda isteddas    | stēlla stēllae | stēllam stēllās | zvezda zvezde       |
| tser tseri/-uri        | cer ceruri             | cielo cieli            | cielo cielos           | céu céus               | cel cels               | cîl cîi                | ciel cieux/ciels       | chelu chelos        | caelvm caelī   | caelvm caelōs   | nebo neba (nebesa)  |